# Rennrodel-Europameisterschaften 1986
Die Rennrodel-Europameisterschaften 1986 fanden vom 1. bis 2. Februar im schwedischen Hammarstrand statt, an der Sportler aus zwölf Ländern teilnahmen. Hammarstrand war nach 1970, 1976  und 1978 zum vierten Mal Austragungsort dieses Wettbewerbes.

## Einsitzer der Frauen
| Platz | Sportler          | Land | Gesamtzeit Rückstand |
| ----- | ----------------- | ---- | -------------------- |
| 1     | Cerstin Schmidt   | GDR  | 2:01,39              |
| 2     | Steffi Martin     | GDR  | 2:01,72 / +0,33      |
| 3     | Ute Oberhoffner   | GDR  | 2:01,81 / +0,42      |
| 4     | Gabriele Kohlisch | GDR  | 2:02,16 / +0,77      |
| 5     | Natalja Lissiza   | URS  | 2:02,23 / +0,84      |
| 6     | Ingrīda Amantova  | URS  | 2:02,26 / +0,87      |

## Einsitzer der Männer
| Platz | Sportler          | Land | Gesamtzeit Rückstand |
| ----- | ----------------- | ---- | -------------------- |
| 1     | Sergei Danilin    | URS  | 2:13,10              |
| 2     | Jens Müller       | GDR  | 2:13,19 / +0,09      |
| 3     | Michael Walter    | GDR  | 2:13,48 / +0,38      |
| 4     | Juri Chartschenko | URS  | 2:13,65 / +0,55      |
| 5     | Waleri Dudin      | URS  | 2:13,96 / +0,86      |
| 6     | Markus Prock      | AUT  | 2:14,04 / +0,94      |
| 8     | Torsten Görlitzer | GDR  | 2:14,73 / +1,63      |
| 9     | Jörg Hoffmann     | GDR  | 2:14,86 / +1,76      |

## Doppelsitzer der Männer
| Platz | Sportler                             | Land | Gesamtzeit Rückstand |
| ----- | ------------------------------------ | ---- | -------------------- |
| 1     | Jewgeni Beloussow Alexander Beljakow | URS  | 1:20,59              |
| 2     | Jörg Hoffmann Jochen Pietzsch        | GDR  | 1:20,70 / +0,11      |
| 3     | Hansjörg Raffl Norbert Huber         | ITA  | 1:21,16 / +0,57      |
| 4     | Witali Melnik Dmitri Alexejew        | URS  | 1:21,33 / +0,74      |
| 5     | Stefan Ilsanker Georg Hackl          | FRG  | 1:21,39 / +0,80      |
| 6     | Georg Fluckinger Franz Wilhelmer     | AUT  | 1:21,75 / +1,16      |
| 7     | René Keller Lutz Kühnlenz            | GDR  | 1:21,86 / +1,27      |

## Medaillenspiegel
| Platz | Land                            | Gold | Silber | Bronze | Gesamt |
| ----- | ------------------------------- | ---- | ------ | ------ | ------ |
| 1     | Sowjetunion                     | 2    | –      | –      | 2      |
| 2     | Deutsche Demokratische Republik | 1    | 3      | 2      | 6      |
| 3     | Italien                         | –    | –      | 1      | 1      |